# Chiesa dei Santi Pietro e Paolo (Breitenwang)
La chiesa dei Santi Pietro e Paolo (in tedesco Dekanatspfarrkirche heilige Petrus und Paulus) si trova a Breitenwang, comune austriaco nel distretto di Reutte in Tirolo. Eretta verso il 1650, la contiene nel soffitto del coro una rappresentazione ad affresco della Consegna delle chiavi a san Pietro, risalente al 1755 ed opera di Johann Jakob Zeiler. La sacrestia contiene reliquiari d'argento in stile rococò, che rappresentano gli apostoli Pietro e Paolo come i santi Sebastiano e Rocco. Nella cappella della Resurrezione alcuni medaglioni rappresentano una danza macabra, opera risalente al 1725 circa.

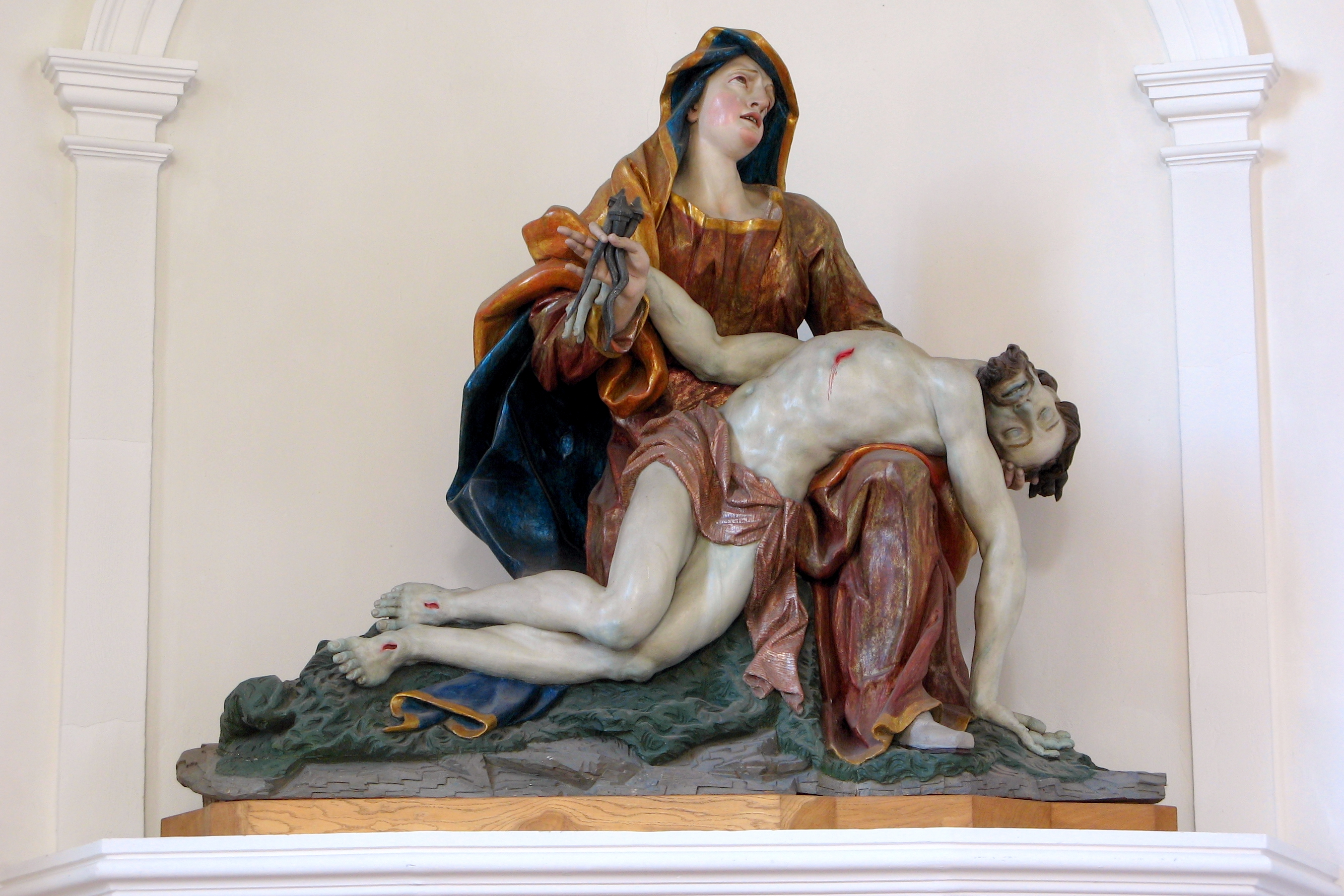
Pietà di Anton Sturm, nella cappella funeraria della chiesa parrocchiale

La cappella funeraria nella torre della chiesa parrocchiale dei Santi Pietro e Paolo, eretta nel 1732 e dedicata Ad Beatam Virginem Mariam Dolorosam (Alla Beata Vergine Maria Dolorosa) contiene una danza macabra, opera dello scultore e stuccatore di Füssen Thomas Seitz, che la realizzò fra il 1724 e il 1728 con la collaborazione di Nikolaus Kaufmann. All'interno di medaglioni decorati viene rappresentata la morte che conduce l'ultima danza di dieci persone. In ciascun morituro si distinguono insegne ed attributi. Sulla parete sinistra si vedono: il papa, Mosè, una donna, un oste, un mendicante; sulla parete destra: l'imperatore, un giurista, un soldato, un bottaio e un contadino. Alle decorazioni appartengono anche rilievi a stucco nel pennacchio della cupola del coro e altri rilievi nella scanalatura fra la parete e lo zoccolo della cupola; dipinti al soffitto del pittore di Reutte Paul Zeiller; e opere dello scultore di Füssen Anton Sturm.